# オガン・レコード
オガン・レコード（Ogun Records）は、1973年に南アフリカの国外移住者でベーシストであるハリー・ミラー、彼の妻のヘイゼル・ミラー、サウンド・エンジニアのキース・ビールによって、ロンドンで設立されたジャズ・レコード・レーベルである。彼らは、イギリスのアヴァンギャルド・ジャズ・ミュージシャン、キース・ティペット、マイク・オズボーン、エルトン・ディーン、ロル・コックスヒル、ハリー・ベケット、トレヴァー・ワッツ、そしてザ・ブルーノーツ、クリス・マクレガー、ドゥドゥ・プクワナ、モンゲジ・フェザ、ルイス・モホロ、さらにはマクレガーのブラザーフッド・オブ・ブレス、ディーンのナインセンス、ミラーのイシピンゴなどのグループに在籍したジョニー・ダイアニなど国外移住者となった南アフリカ人とのコラボレーションをレコーディングした。
このレーベルは、ミラー夫妻がオランダに住んでいた1980年から数年の間は何もリリースされていなかった。ハリー・ミラーは1983年に自動車事故で死亡。ヘイゼル・ミラーは、1986年にキャデラック・レコードのジョン・ジャックの助けを借りて、LPで新しいタイトルのリリースを再開し、1990年にはエルトン・ディーンのアルバム『Unlimited Saxophone Company』からリリース形式をCDに切り替えた。それ以来、ほぼ毎年、CDカタログに1〜3作品の新しい追加がある。ほとんどは新規または未リリースのレコーディングであり、一部は以前にLPでリリースされた作品のCD化である。 